# Sonic Adventure
Sonic Adventure este un joc de platformă din 1998 pentru Sega Dreamcast și primul joc principal Sonic the Hedgehog care prezintă un joc 3D. Povestea urmărește Sonic the Hedgehog, Miles "Tails" Prower, Knuckles the Echidna, Amy Rose, Big the Cat și E-102 Gamma, în căutările lor de a colecta cele șapte smaralde din Chaos și de a opri antagonistul serialului Doctor Robotnik de la dezlănțuirea lui Chaos, un rău străvechi. Controlul unuia dintre cele șase personaje - fiecare cu propriile abilități speciale - jucătorii explorează o serie de niveluri tematice pentru a progresa prin poveste. Sonic Adventure păstrează multe elemente din jocurile Sonic anterioare, cum ar fi puteri și sistemul de HP bazat pe inele. În afara jocului principal, jucătorii pot juca mini-jocuri precum cursa și interacționează cu Chao, un animal de companie virtual.
După anularea jocului Sega Saturn Sonic X-treme, Sonic Team a început să lucreze la Sonic Adventure în 1997. O echipă de dezvoltare de 60 de membri a creat jocul în zece luni, inspirându-se din locații din Peru și Guatemala. Yuji Uekawa a reproiectat personajele pentru trecerea lor la 3D, iar funcțiile au fost adăugate pentru a profita de hardware-ul Dreamcast. Sega a anunțat jocul în august 1998; a fost lansat în Japonia în decembrie și în toată lumea în septembrie 1999. Sonic Adventure a fost portat la GameCube și Windows în 2003 sub numele de Sonic Adventure DX: Director's Cut, cu grafică actualizată și mai multe provocări. O versiune de înaltă definiție a fost lansată digital pentru PlayStation 3 și Xbox 360 în 2010, și pentru Windows în 2011.
Sonic Adventure a primit laude din partea criticilor si, cu 2,5 milioane de exemplare vândute până în august 2006, a devenit bestseller-ul Dreamcast. Criticii au lăudat vizualul și gameplay-ul, numindu-l un progres tehnologic major; unii au speculat că ar putea restabili Sega ca producător de console dominante, după eșecul lui Saturn. Alții au fost frustrați de comenzile camerei și de glitch-uri, iar reacțiile la audio au fost amestecate. Recenziile pentru versiunile ulterioare au fost mai puțin pozitive; criticii au considerat că jocul nu a îmbătrânit bine și a alergat la o rată de cadru inconsistentă. În ciuda acestui fapt, jurnaliștii au clasificat Sonic Adventure printre cele mai bune jocuri Sonic și este recunoscut ca o lansare importantă atât în seria, cât și în genul platformei. O continuare, Sonic Adventure 2, a fost lansată în 2001.

## Gameplay
Sonic Adventure este un joc de platformă 3D cu elemente de acțiune și jocuri de rol. Jucătorii controlează unul dintre cei șase protagoniști antropomorfi în timp ce se aventurează să-l învingă pe doctorul Robotnik și armata sa robotică, care caută cele șapte smaralde magice ale lui Chaos și entitatea malefică Chaos. Șase personaje jucătoare sunt deblocate pe măsură ce jocul progresează, fiecare cu povestea și atributele sale. Sonic the Hedgehog efectuează o linie de centrifugare, atac homing și linie de viteză a luminii; Miles „Tails” Prower zboară, înoată și atacă roboții folosind cozile sale; Knuckles the Echidna zboară, urcă pe pereți și lovește; Amy Rose poate învinge dușmanii folosind ciocanul ei; Big the Cat este lent și poartă o undiță pe care o poate arunca; și E-102 Gamma poate trage raze laser. 
La începutul jocului, jucătorul este plasat într-unul din mai multe câmpuri de aventură, lumi cu hub deschis, locuite de personaje care nu oferă jucător sfaturi. Personajul jucătorului este ghidat și instruit de vocea lui Tikal Echidna. Prin explorare, jucătorul descoperă intrările la niveluri numite Etape de acțiune, dintre care unele trebuie să fie deschise folosind tastele ascunse în câmpul de aventură. care este diferit pentru fiecare personaj. Sonic trebuie să ajungă la sfârșitul nivelului ca în jocurile anterioare Sonic the Hedgehog; Cozile trebuie să ajungă la final înainte de Sonic; Knuckles trebuie să găsească trei cioburi ascunse ale Maestrului Smarald; Amy trebuie să rezolve puzzle-uri și să evite să fie prinsă de un robot; Big must pește pentru broasca sa de companie; iar Gamma trebuie să-și croiască drum prin etape folosind proiectile ca apărare.
Unele niveluri includ minigame separate de povestea principală. Acestea prezintă diferite stiluri de joc, printre care tragere pe șine, curse și sandboarding. Unele mini-jocuri pot fi accesate numai cu anumite caractere. Îndeplinirea anumitor obiective îi permite jucătorului să obțină obiecte bonus. Minijocurile și etapele deblocate pe care jucătorul le-a finalizat pot fi accesate dintr-un mod de încercare de pe ecranul titlului.

## Complot
Doctorul Robotnik caută o nouă modalitate de a-și învinge nemicele de mult timp Sonic și de a cuceri lumea. În timpul cercetărilor sale, el află despre o entitate numită Chaos - o creatură care, în urmă cu mii de ani, a ajutat la protejarea Chao și a atotputernicului Maestru Smarald (Master Emerald), care echilibrează puterea celor șapte smaralde de haos. Când un trib de echidne a căutat să fure puterea smaraldelor, rupând armonia pe care o aveau cu Chao, Chaos a ripostat folosind puterea smaraldelor pentru a se transforma într-o fiară monstruoasă, Perfect Chaos, și a le șterge. Înainte de a putea distruge lumea, Tikal, o tânără echidna care s-a împrietenit cu Chaos, l-a închis în Master Emerald împreună cu ea însăși.
Căutând să folosească Chaos, Robotnik îl eliberează de pe Master Emerald, spulberându-l și testează forma naturală a creaturii pe orașul Station Square. Când Sonic vede că poliția locală nu reușește să o învingă, el și Tails lucrează pentru a-l opri pe Robotnik să-l împuternicească cu smaraldele de haos (Chaos Emeralds). În același timp, Knuckles, singura echidna rămasă, își propune să găsească cioburile Maestrului Smarald și să o repare. Activând o nouă serie de roboți, inclusiv unul numit Gamma, Robotnik le ordonă să-l găsească pe Froggy, un amfibian care mâncase un smarald de haos după ce a mutat din contactul cu o bucată de Chaos în noaptea în care a fost eliberat. Proprietarul său, Big, caută să-l găsească, de asemenea. În Station Square, prietena lui Sonic, Amy, găsește un Flicky urmărit pentru un Chaos Emerald în posesia sa-și decidă să-l protejeze. Când ambii sunt capturați, Amy o convinge pe Gamma să nu lucreze pentru Robotnik, care o ajută să scape, înainte de a căuta și distruge ceilalți roboți din seria sa, sacrificându-se în acest proces. Curând după aceea, Amy reunește Flicky cu părinții săi, care se aflau în Beta și Gamma.
În ciuda faptului că Sonic a reușit să perturbe planurile lui Robotnik, Chaos reușește să absoarbă toate smaraldele de haos. Transformându-se în Chaos Perfect (Perfect Chaos), se răzvrătește împotriva Robotnik și atacă Station Square, devastând orașul. După ce a experimentat flashback-uri de la Tikal, care a fost eliberată ea însăși, Sonic își dă seama că Chaos a fost într-un chin și întristare constante și că întemnițarea din nou nu o va opri. Folosind smaraldele aduse de ceilalți pentru a se transforma în super forma sa, Sonic luptă împotriva Chaos-ului perfect și îl învinge. Revenit la normal, Chaos se calmează când îl vede pe Chao trăind liniștit în Station Square. Dându-și seama că durerea a dispărut, Tikal decide să o ducă undeva în siguranță pentru a trăi în pace. După ce Sonic a câștigat, el decide să plece pentru a urmări un Robotnik care fuge.

## Dezvoltarea
La începutul anilor 1990, Sega a fost una dintre cele mai de succes companii de jocuri video datorită creșterii consolei sale Sega Genesis. Vânzările pentru consolă au fost determinate de popularitatea francizei sale emblematice de platforme 2D, Sonic the Hedgehog. În acest timp, co-creatorul seriei Yuji Naka a lucrat cu Sega Technical Institute (STI) din Statele Unite pentru a dezvolta jocuri Sonic. După finalizarea Sonic & Knuckles în 1994, Naka s-a mutat pentru a lucra cu Sonic Team în Japonia. STI a început să dezvolte Sonic X-treme pentru Sega Saturn, care ar fi fost primul joc Sonic the Hedgehog care prezintă un joc 3D complet. X-treme a suferit o serie de eșecuri și a fost anulat în 1997. Anularea este un factor important în eșecul comercial al lui Saturn; fără el, sistemul nu avea un platformer Sonic original. Între timp, Naka și Sonic Team au dezvoltat jocuri originale Saturn, cum ar fi Nights into Dreams. Datorită lipsei relative a seriei de prezență pe Saturn, conform Retro Gamer, "La mijlocul anului 1997, Sonic fusese în esență amestecat în fundal... a fost uimitor să vedem că la doar șase ani de la debutul său, Sonic era deja retro."